# Gachetá
Gachetá là một khu tự quản thuộc tỉnh Cundinamarca, Colombia. Thủ phủ của khu tự quản Gachetá đóng tại Gachetá Khu tự quản Gachetá có diện tích ki lô mét vuông. Đến thời điểm ngày 28 tháng 5 năm 2005, khu tự quản Gachetá có dân số 8539 người.